# Boniment

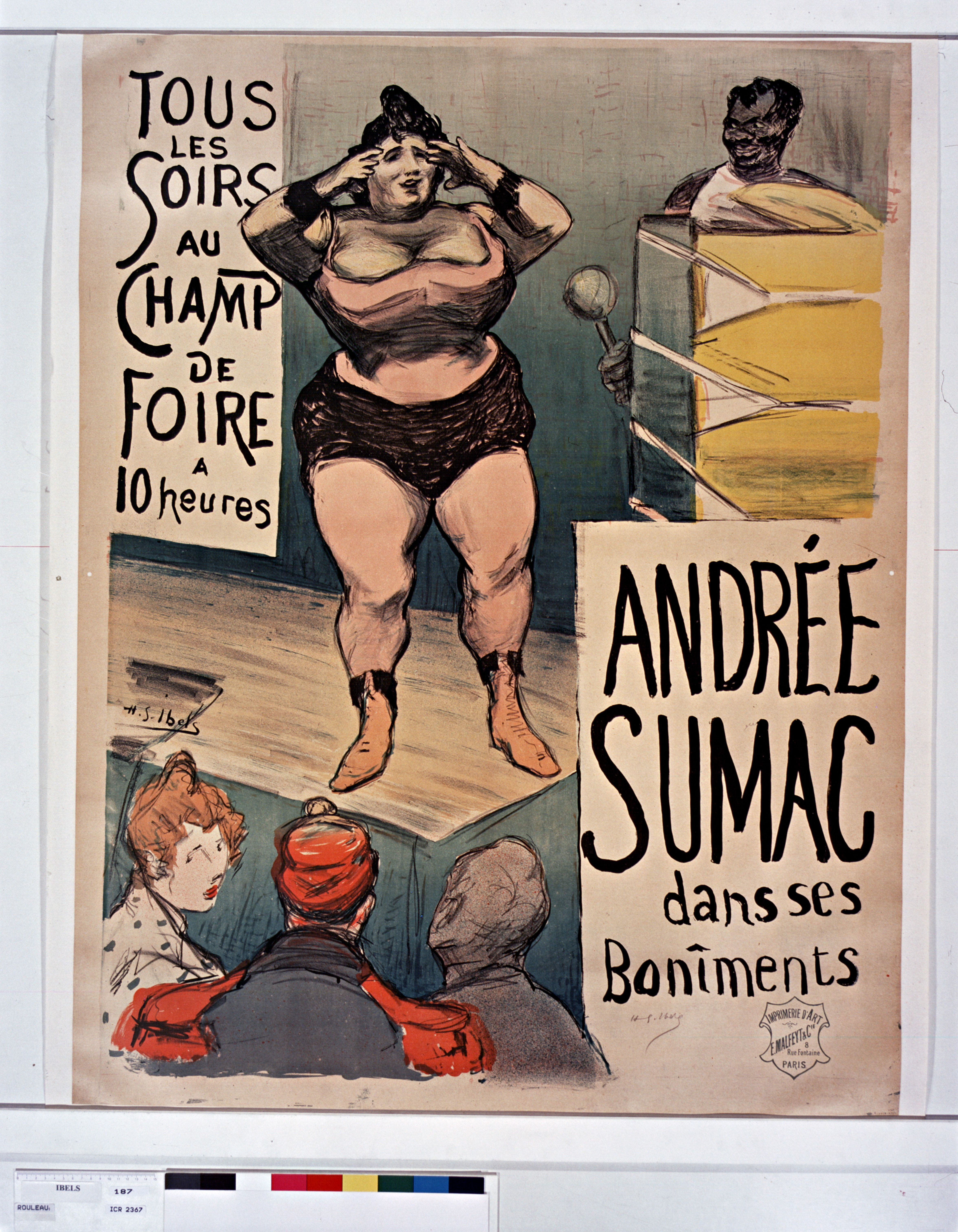
Andrée Sumac dans ses boniments, (Henri-Gabriel Ibels)

Un boniment est un propos dont l'objectif est de plaire, convaincre ou séduire.
Dérivé de l'argot bon(n)ir, « raconter (de bonnes histoires) » pour créer une illusion. Un bonimenteur est une personne qui utilise la parole en affirmant des qualités qui séduisent, accentuant certaines pour tromper le public, généralement pour vendre des produits ou des services, des choses ou des idées. Il donne à des illusions un caractère authentique et contourne les possibilités de clarification en usant de supercherie. 
En magie et prestidigitation, le boniment est le discours qui accompagne l'exécution du tour. 
Le bonimenteur qui a fait grandir la magie est Jean-Eugène Robert-Houdin. Dans son livre Comment on devient sorcier, Robert-Houdin précise le mot boniment qu'il considère comme un mot technique de son art : « Ce mot, tiré du vocabulaire des anciens escamoteurs, n'a pas d'équivalent dans la langue française. Comment, en effet, exprimer ce qu'on dit en exécutant un tour ? Ce n'est pas un discours, encore moins un sermon, une narration, une description. Le boniment est tout simplement la fable destinée à donner à chaque tour d'escamotage l'apparence de la vérité ».
D'une manière générale, le boniment est un propos que des charlatans, des saltimbanques ou des camelots débitent pour attirer des clients, des phraseurs pour convaincre de la pertinence de leur discours.
Aujourd'hui, nous trouvons des bonimenteurs télévisuels (télé-achat). Mais les mentalistes se positionnent de nos jours comme les héritiers des bonimenteurs d'hier.
Le boniment repose sur un constat : la crédulité peut être aisément sollicitée, tandis que l'intelligence et le discernement sont faciles à tromper.
Définition par Robert-Houdin : « Le boniment doit persuader, convaincre, entraîner. Ardente improvisation, préparée de longue main et souvent revue et corrigée par l'usage, le boniment doit atteindre les dernières limites de l'éloquence, éblouir le public par un étalage de phrases sonores et emphatiques. (...) Mais que verra-t-on chez vous ? allez-vous demander. Ce que vous verrez, messieurs, c'est ce qui n'a pas de précédent et n'aura jamais d'imitation. Ce que vous verrez, ce sont des merveilles, des impossibilités, des miracles enfin ! Le détail en est indescriptible. Je vous dirai seulement : entrez, et vous serez non seulement satisfaits, mais ivres de joie, transportés d'admiration, abasourdis. »

## Expression avecboniment
- Faire un boniment, vanter sa marchandise parler d'abondance pour en faire accroire ou séduire.
- Arrête ton boniment. : d'une manière générale, arrête de me raconter des sornettes, de me bluffer, de me mentir, de m'embobiner...

## Le bonimenteur de vues animées
Le bonimenteur de cinéma, appelé benshi au Japon, explicador en Espagne ou Kinoerzähler en Allemagne, était chargé de commenter les films à l'époque du cinéma muet. Attirant le public à l'instar du bonimenteur du monde forain et du théâtre, il a pour origine le fatiste (littéralement celui qui « fait » les rimes) accompagnant les spectacles de lanterne magique (il est alors appelé lanterniste ou illusionniste) depuis le XVIe siècle. 
Dans les premiers temps du cinéma muet, il est l'auteur de « conférences illustrées » (rôle scientifique et didactique) ou anime le spectacle vivant cinématographique en tant que « conteur de cinéma »,  adaptant notamment pour le public de sa région des films produits dans un pays étranger. « Son travail consistait à donner aux films une couleur locale, à les “nationaliser” si j’ose dire. C’était bien plus qu’un narrateur », explique Germain Lacasse. 
Après 1915, le cinéma acquiert une autonomie, notamment par la généralisation des intertitres ou des scénarios intelligibles si bien que la présence du bonimenteur est critiquée[réf. nécessaire]. Elle persiste jusque dans les années 1920, voire dans le cinéma sonore du Japon et de l'Union Soviétique jusque dans les années 1930, dans les films coloniaux ou les pays à forte tradition orale (spectacle narratif du bonimenteur notamment en Afrique jusque dans les années 1990), voire le cinéma indépendant, expérimental ou documentaire actuel.